# Азербайджанский национальный костюм

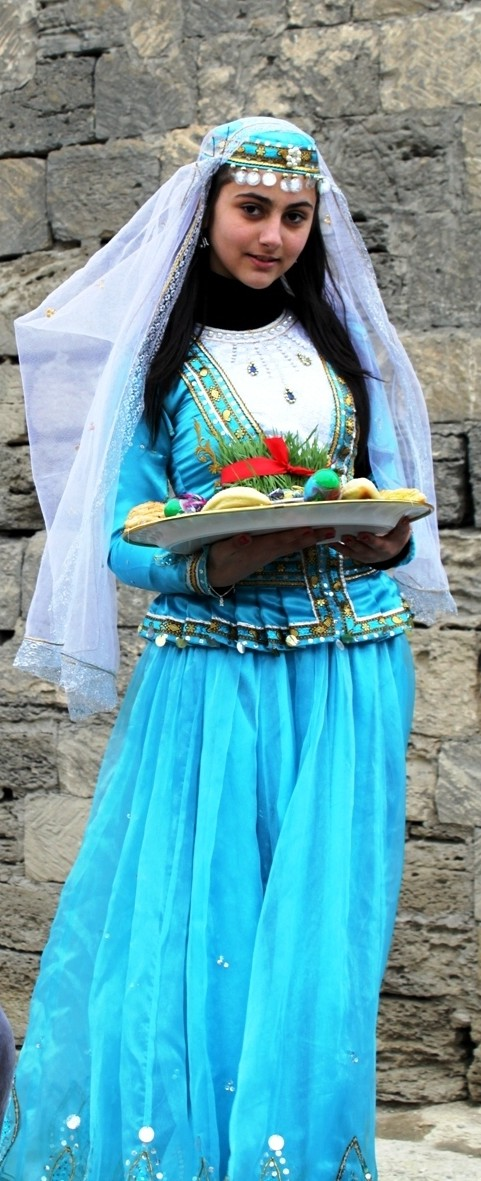
Азербайджанка в национальном костюме на празднике Новруз в Баку

Азербайджанский национальный костюм (азерб. Azərbaycan Milli geyimləri) создавался в результате длительных процессов развития материальной и духовной культуры азербайджанского народа, он тесно связан с его историей и отражает её национальную специфику.
В костюме нашли отражение этнографические, исторические, художественные особенности народного творчества, который проявлялся и в создании определённых его форм. Азербайджанское искусство даёт о себе знать и в украшении костюма художественными вышивками, в ткачестве и вязании
В XVII веке одной из крупных шелководческих областей Ближнего Востока являлась территория современного Азербайджана, а главным районом шелководства был Ширван. Шёлковые ткани производились в Шемахе, Баскале, Гяндже, Шеки, Шуше и др. В этих городах производили удивительные по красоте узоров, изысканные ткани, шелковые женские головные платки и др.
Стиль одежды отражал и семейное положение, а также возраст его обладателя. Так например костюм девушки и замужней женщины заметно отличались. Молодые женщины одевались наиболее ярко и нарядно.
С XX века национальные костюмы в Азербайджане носят в основном только в сельских зонах. Почти все народные танцы исполняются в национальных костюмах.
Советские источники утверждали, что с азербайджанским национальным костюмом (как мужским, так и женским) сходен национальный костюм живущих в Азербайджане талышей.

## Локальные разновидности
| |  |  |  |
| Почтовые марки Азербайджана 2004 года с изображением костюмов XIX столетия. Слева направо: Баку, Карабах (Шуша), Нахичевань, Шемахы |  |  |  |

## Мужская одежда
Мужской национальный костюм, в основном был единым во всех зонах Азербайджана. В костюме мужчин находила отражение классовая принадлежность его носителя.

### Верхняя одежда
Верхняя национальная одежда мужчины состояла из «уст кейнейи» (рубахи) или чепкена, архалыга, габы, чухи (плечевой одежды).
- Архалыг был однобортный или двухбортный. Его шили из шёлка, кашемира, атласа, сукна, сатина и других тканей.
- Габа — верхняя мужская плечевая одежда, которую шили из тирьмы.
- Чуха — верхняя мужская плечевая одежда, которая обычно отрезной в талии, со складками или сборкой. Шили её из сукна, тирьмы и домотканой ткани.
- Кюрк — шуба из овечьего меха внутри, без застежки, с воротником

Один из русских этнографов пишет об азербайджанском мужском костюме:
«Нижнее белье состоит из прямой и короткой бязевой, белого или чаще синего цветов рубахи и подштанников из этой же материи, которые застегиваются у пояса на тесемки; в зимнее время надеваются поверх шерстяные широкие штаны, также собирающиеся на тесемке. Поверх рубахи надевается т. н. архалыг, всегда на вате. Архалыг — это вроде русской поддевки с короткою талией и короткою сборчатою в поясе юбкою; застегивается он всегда наглухо или спереди посреди груди или сбоку её. Поверх архалыга надевается чуха с короткой талией и длинною, ниже колен юбкою, а голова покрывается круглый год невысокою конической шапкой из овчины. На ноги надевают короткие шерстяные носки».

### Головные уборы
У мужчин в Азербайджане папаха считалась символом мужества, чести и достоинства, потерять которую считалось большим позором. Как враждебный выпад против хозяина расценивалась кража его папахи. Можно было нанести оскорбление мужчине и всему его роду лишь сбив с его головы его папаху. По папахе и её форме можно было определить социальное положение её носителя. Мужчины никогда папаху не снимали (даже во время еды), за исключением омовения (дестемаза) перед намазом. Считалось непристойным появляться в общественных местах без головного убора.
- Папахи из бараньего меха или из каракуля (гарапол) считались основным головным убором у мужчин. Существовали их различные формы и локальные наименования. В коллекциях ГМЭ в Санкт-Петербурге, по описанию Э.Торчинской, хранятся 4 типа азербайджанских папах:

Яппа папаг (или «гара папаг» — «чёрная папаха») — была широко распространена в Карабахе и была с матерчатым верхом. Различались они и по цвету — «гызыл папах» (золотая) и «гюмюш папаг» (серебристая).
Мотал папах (или «чобан папахы» — «пастушья папаха») — изготовлялась из длинноворсового овечьего меха, имела форму конуса. Мотал папах в основном носили бедные слои сельского населения.
Шиш папахы (или «бей папахы» — «папаха бека») — изготовлялась конусообразным или остроконечным. По названию материала, из которого их шили, они носили общее название — бухара папах, мех для которых привозили из Бухары. Носили их только представители бекского сословия, а также зажиточные люди. Такие папахи были характерны и для городской знати.
Дагга (тагга) папах — была распространена в Нухинском уезде. Верх её шился из бархата.
Вот как описывает изготовление папахи один из авторов конца XIX в.:

«Сперва шкуре шитьем дается форма папаха, потом выворачивают его и расстилают на его голой стороне вату, или кальку, чтобы сделать папаху мягким. Сверх ваты или кальки кладут лист сахарной бумаги; от этого папах сохраняет приданную ему форму; конечно, сахарный лист обрезывается по форме и величине папаха. Потом сверх сахарного листа, подшивают подкладку из какой-нибудь материи и выворачивают папаху на волосистую сторону. Готовый папах слегка околачивают в течение 4-5 минут палкой, взбрызгивая его водой; держат папах в это время на левой руке, надев на неё. Потом часов на 5-6, папах надевается на болван. Этим и заканчивается изготовление папаха.»

- Башлык — состоял из капюшона и длинных закруглённых концов, обматывавшихся вокруг шеи. Зимой надевали башлык из сукна и шерсти. В Ширване особо ценились башлыки из верблюжьей шерсти, подкладку которой шили из цветной шелковой материи, так как когда ушки башлыка забрасывались за плечи, видна была подкладка. Обычно башлык сопутствовал япынджы.
- Арахчын одевали под другие головные уборы (папаха, чалма у женщин). Она была типичным традиционным головным убором азербайджанцев, широко распространёнными ещё в средние века.
- Эммаме — (вид чалмы) бытовал среди духовных лиц (мулла, сеид, шейх и др.).

### Обувь
В Азербайджане широко были распространены шерстяные носки — «джораб». Городские жители носили кожаные туфли с загнутыми носками без задников. У аристократов были распространены сапоги. Среди сельских жителей бытовали кожаные или сыромятные туфли чарыги — «чарых».

Галерея
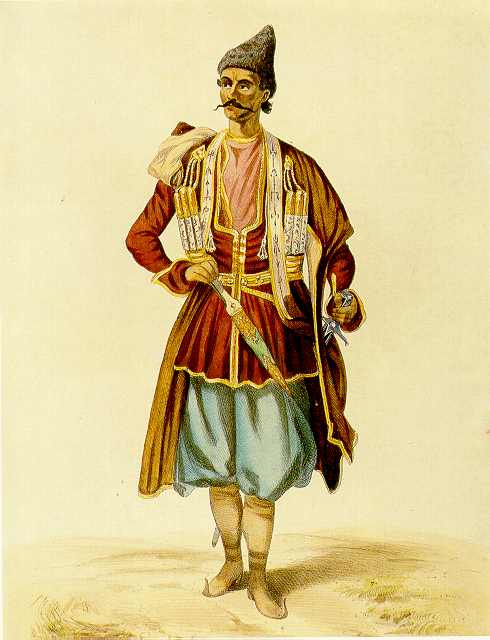
«Бек-татарин1 из Карабаха»[3]. Рисунок Г.Гагарина.
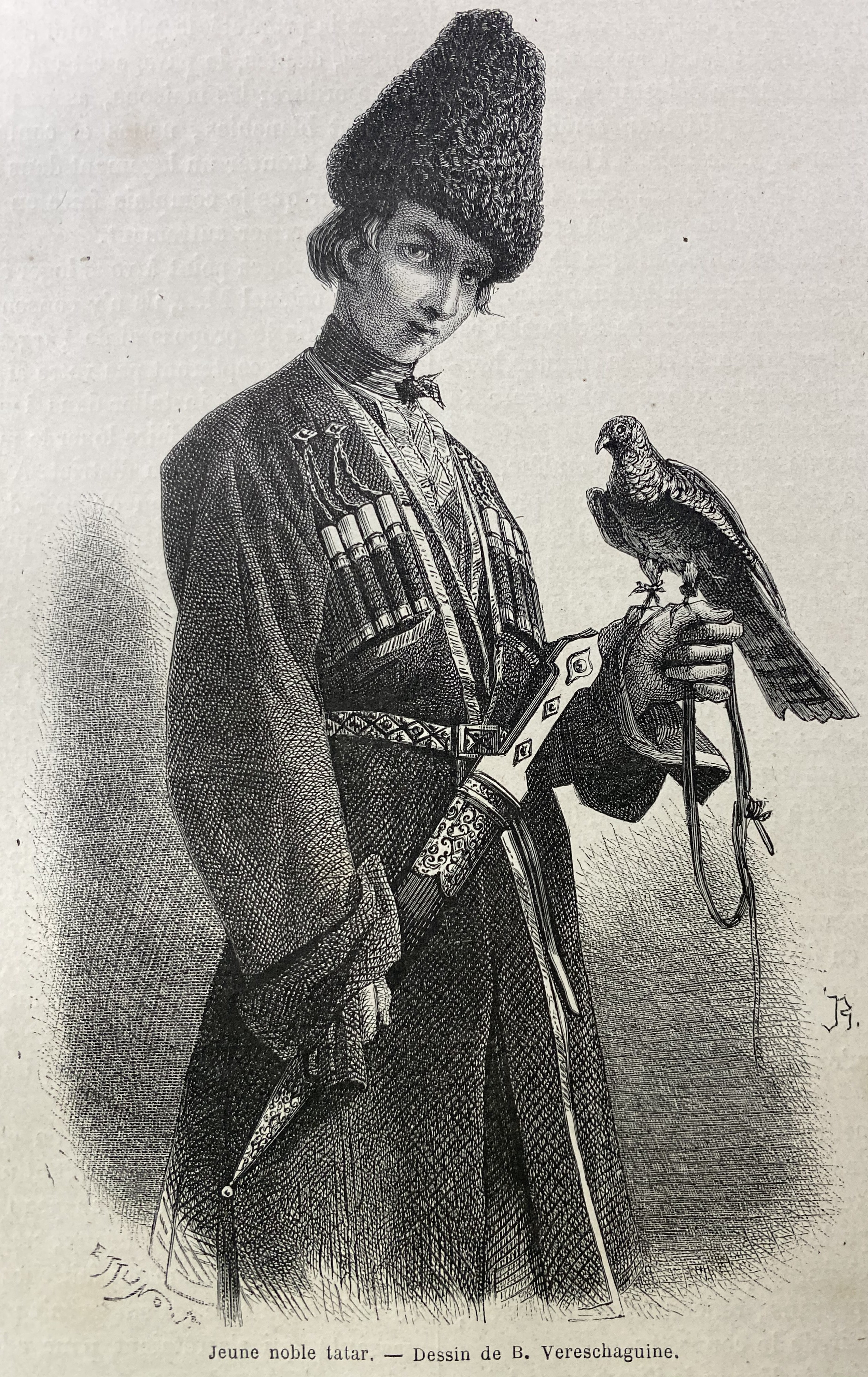
«Молодой знатный татарин1». Рисунок В. Верещагина
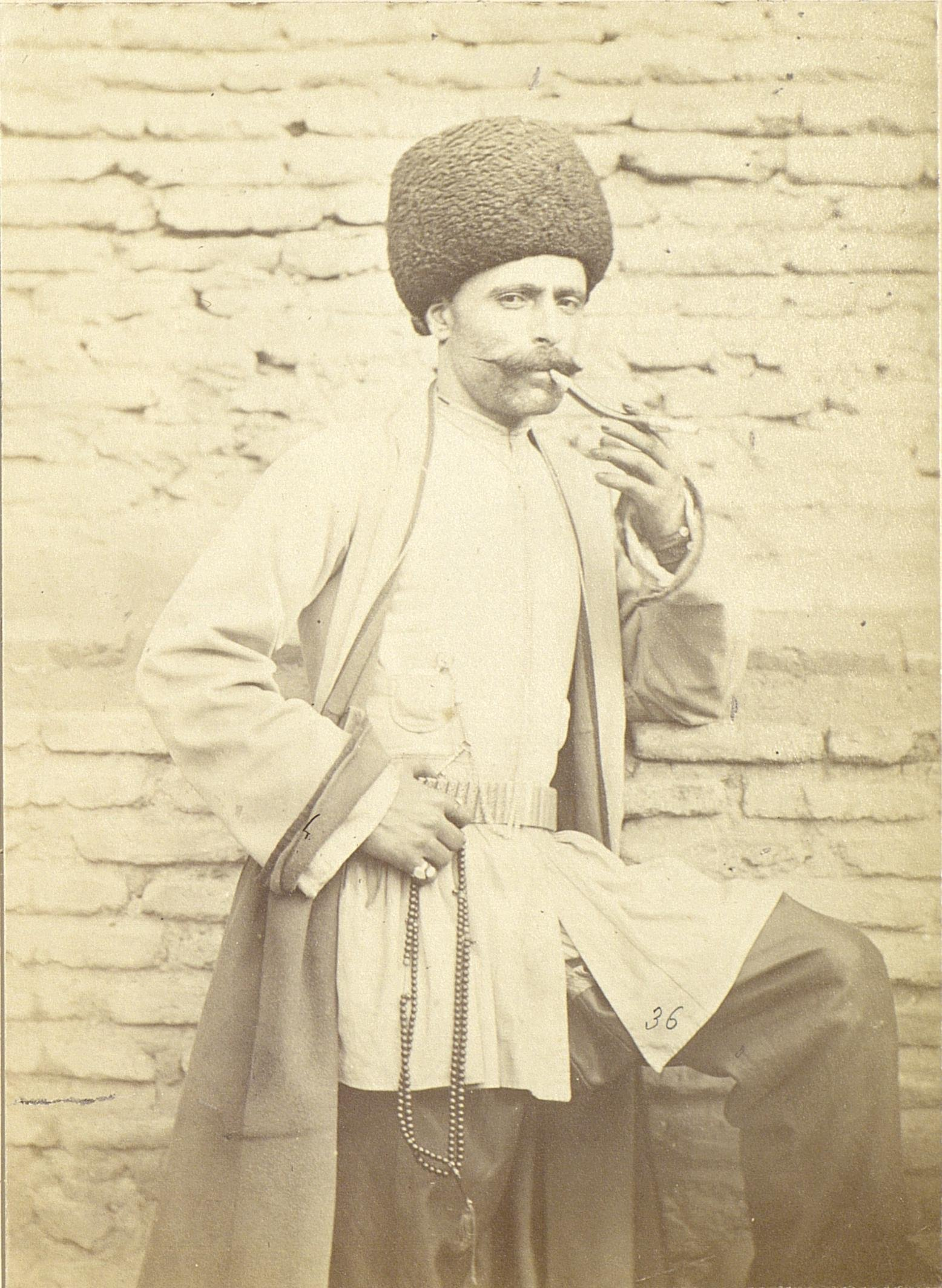
«Татарин адербейджанский1» в народной одежде. Фотография Д. А. Никитина. Вторая половина XIX века.

## Женская одежда
Женский национальный костюм азербайджанцев состоит из нижней и верхней одежды. Он включает в себя мешкообразное покрывало — «чадру» и лицевую занавеску — «рубенд», которые женщины надевали при выходе из дома. Верхняя одежда шилась из ярких цветных тканей, качество которых зависело от достатка семьи. В одежду входило также множество различных ювелирных украшений. Были популярны золотые и серебряные бусы, пуговицы, стилизованные под крупные зерна ячменя, низки монет, ажурные подвески, цепочки и т. п. Молодые в отличие от пожилых носили более светлую одежду с яркими цветами.
В XIX веке статский советник Иван Иванович Шопен описывал наряд азербайджанок Армянской области (называя их «татарками»1) следующим образом:
Пляска Татарок1 несравненно прятнее и самый наряд особенно способствует их оригинальности: наряд этот состоит из парчевой кофты, которая застегивается на талии, и красной шелковой рубашки с большим разрезом впереди, которая застегивается на шее, обнаруживает при каждом движении тело бронзового цвета, татуированное в разные узоры; шаравары заменяют юбку и ширина их может спорить с объемом платья самой модной из европейских пуристок. Вместо чулок татарки1 носят узорчатые шерстяные носки ярких цветов; густые черные волосы, разбросанные кудрями по плечам, довершают наряд и с выгодою для красоты их заменяют всякую другую, более вычурную, головную уборку.

### Верхняя одежда
Она состояла из рубахи с расширяющимися от локтя рукавами, широких шаровар до щиколотки и расклешенной юбки такой же длины. Надевали женщины также облегающую спину и грудь короткую кофту с длинными рукавами («архалыг», «кюляджа»), имела широкий вырез спереди. В талии она плотно стягивалась, а ниже расходилась сборками. Стёганная безрукавка носилась в холодное время.
Верхняя плечевая одежда была длиннее рубахи. Рубаха женщин Казахского уезда была длинной с разрезами по бокам.
Женщины Карабаха носили прилегающий к талии «чепкен» («чафкен») с длинными ложными рукавами.
Бытовали широкие юбки, а также узкие и широкие штаны. Короткие, до колена, юбки носили в Нахичевани. В Шуше, в Шемахе, а также в других районах юбки были длинные.
Длинные кюляджи носили богатые женщины Нахичевани и Гянджи.

### Головные уборы
Он состоял из накожников в виде мешка или шапочек разной формы. Поверх них надевали несколько платков. В «чутгу» — специальный накосный мешок женщины прятали свои волосы. Голова покрывалась невысокой цилиндрической шапочкой. Чаще она была из бархата. Поверх неё и повязывали чалму и несколько платков кялагаи.

### Обувь
На ногах носились чулки — «джораб». Туфли были такие же как и мужчин — без задников.

#### Галерея

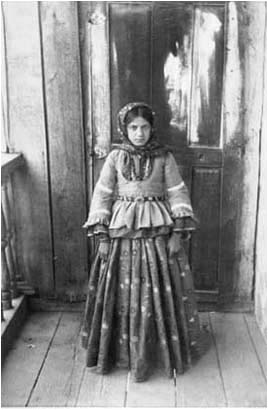
Азербайджанка из города Шуша. Фотограф Константин Занис. 1898 год
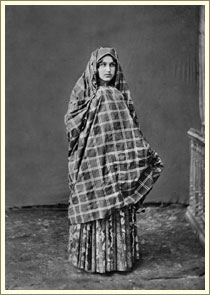
Молодая азербайджанка из Шемахи. 1883 год
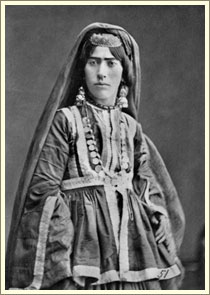
Азербайджанка из Баку. 1883 год
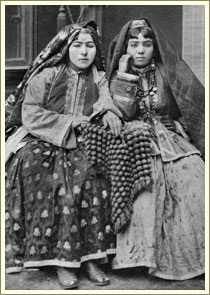
Бакинские азербайджанки в нарядных костюмах. Фотограф Луарсабов. 1881 год

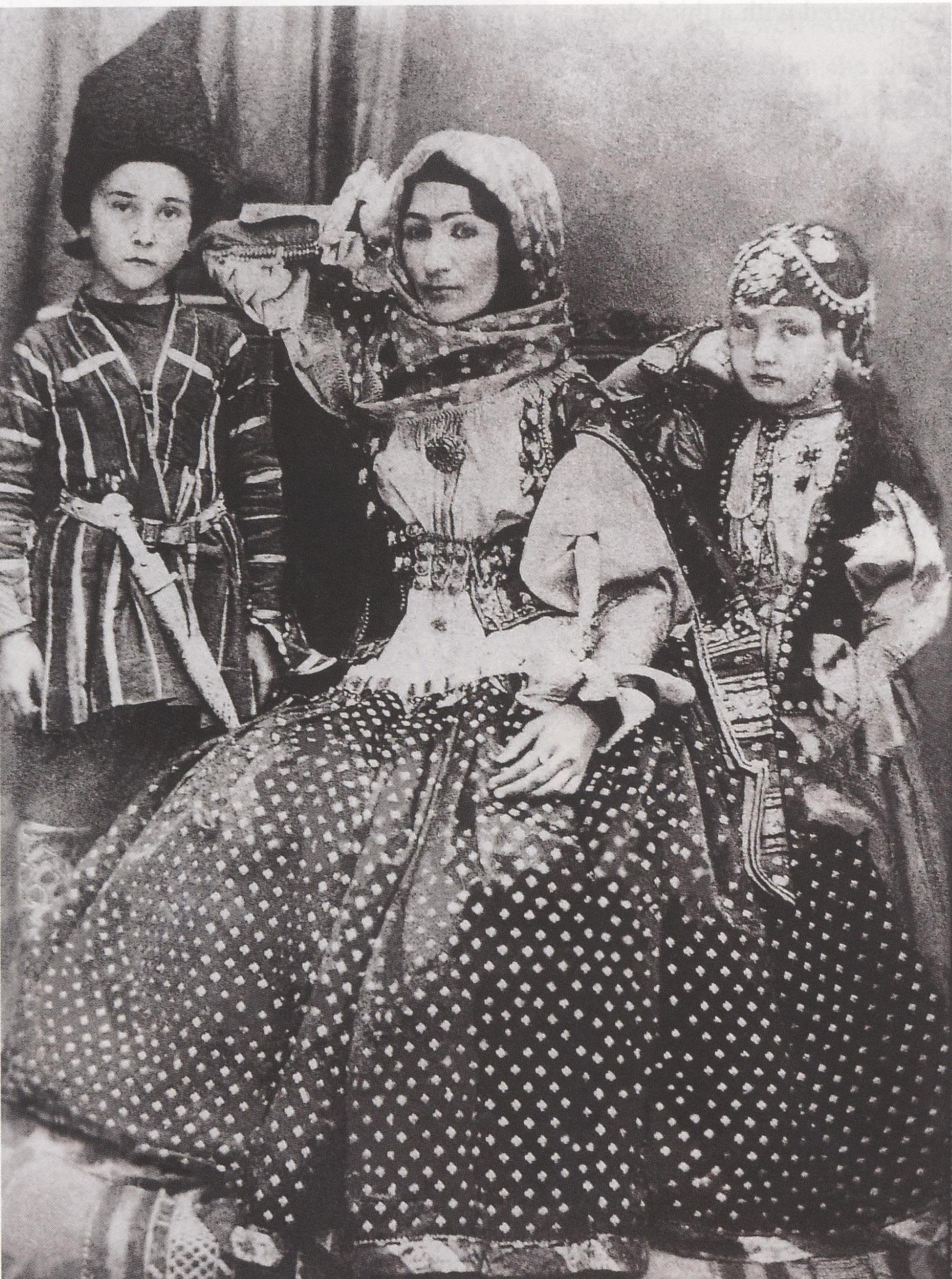
Хуршидбану Натаван, её сын Мехдикули-хан Вяфа и дочь Ханбике
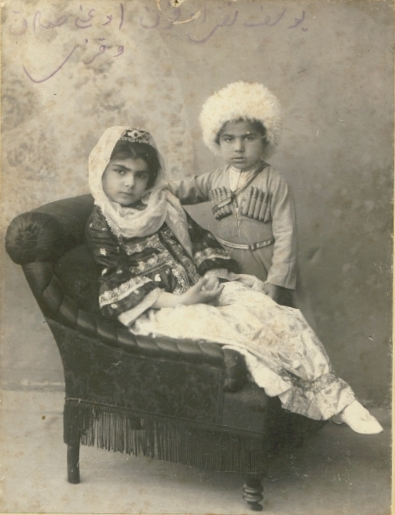
Сын и дочь Юсифа Нагиева, брата Мусы Нагиева (сын — в чухе, дочь — в чепкене)
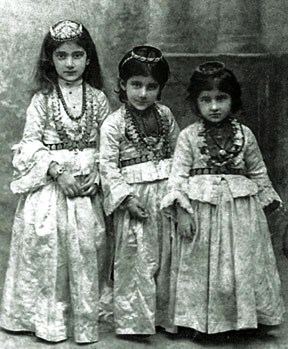
Сара Ашурбейли с сёстрами.
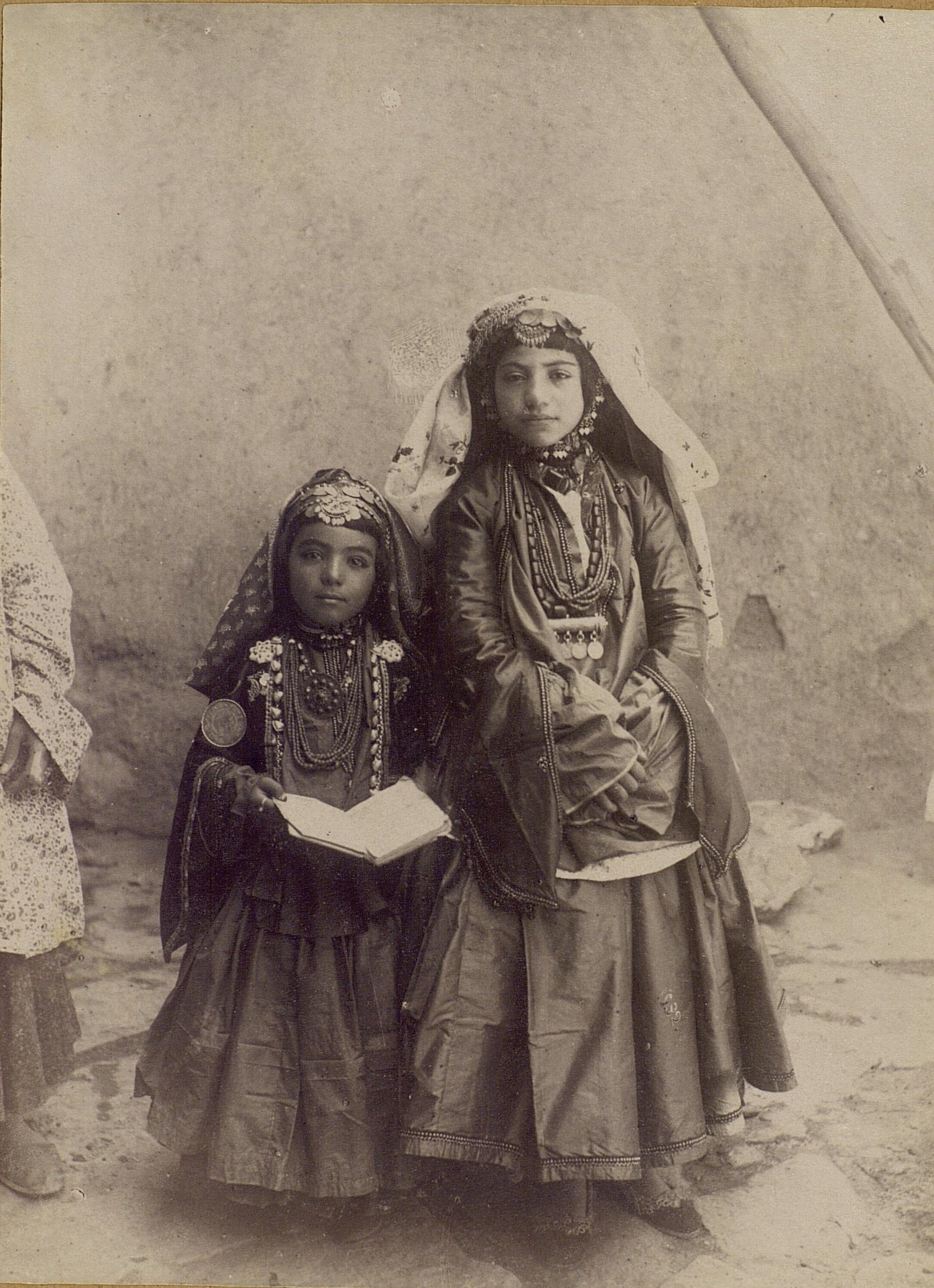
Девочки-шахсевены в Иране

## В филателии

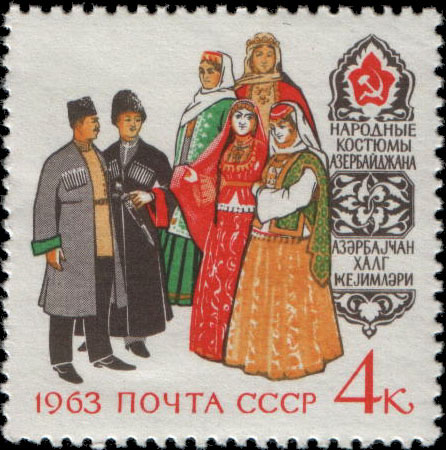
Марка СССР 1963 года
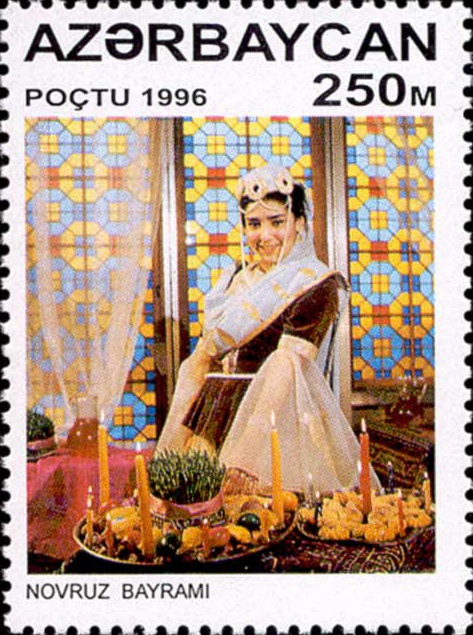
Марка Азербайджана 1996 года

Марки Азербайджана 1997 года
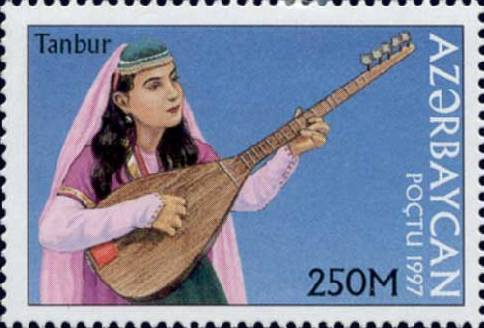
Девушка с танбуром
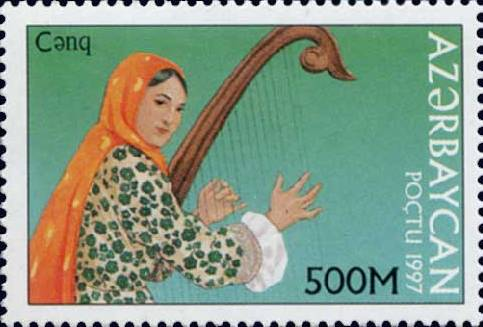
Девушка с ченгом

Марки Азербайджана 2012 года
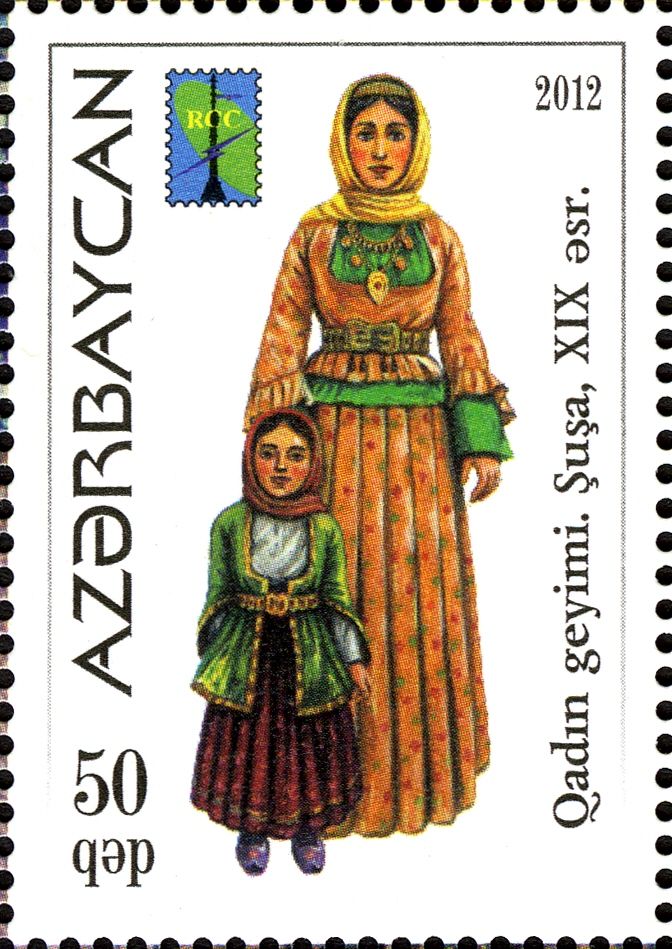
Женский костюм. Шуша, XIX век
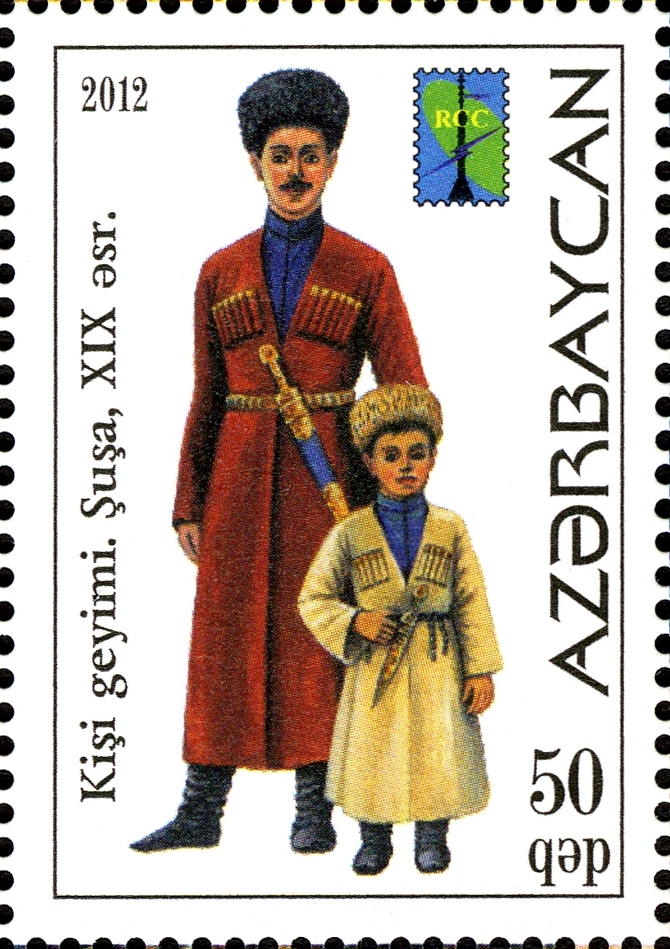
Мужской костюм. Шуша, XIX век